# Akademia Sztuk Pięknych w Sewilli
Akademia Sztuk Pięknych w Sewilli im. św. Elżbiety Węgierskiej (hiszp. La Real Academia de Bellas Artes de Santa Isabel de Hungría de Sevilla) – powstała z założonej w 1660 r. szkoły malarstwa, prowadzonej przez Bartolomé Esteban Murillo, Francisco de Herrera, Juana de Valdés Leal i innych lokalnych artystów. W 1771 r. król Karol III wziął szkołę pod swoją opiekę, mianując jej protektorem Francisco de Bruna y Ahumada znanego mecenasa z tej epoki. Szkołę przekształcono w akademię w 1843 r. w okresie regencji królowej Marii Krystyny Sycylijskiej.